# Око (міра)
Око, рідше ока (осман. اوقه окка), було османською мірою маси, що дорівнювала 400 дирхемам (османським драмам). Його значення було різним, але в пізній імперії воно було стандартизоване як 1,2829 кілограма. «Ока» — найпоширеніше на сьогоднішній день написання в англійській та інших мовах; 'oke' раніше був сучасним англійським варіантом; «okka» — сучасне турецьке написання, яке зазвичай використовується в академічних роботах про Османську імперію.
У Туреччині традиційна одиниця зараз називається eski okka «старе око» або kara okka «чорне око»; yeni okka 'нове око' — кілограм.
У Греції ока (οκά, множина οκάδες) була стандартизована як 1,282 кг і використовувалась до скасування традиційних одиниць 31 березня 1953 року — метрична система була прийнята в 1876 році, але старіші одиниці залишалися у використанні. У Кіпрі ока використовувалася до 1980-х років.
В Україні око (родовий множини ок або вік) було використовувалося ще у XVIII столітті як міра імпортованих товарів із Греції, Османської імперії та Кримського ханства. Грінченко тлумачив його як рівне трьом фунтам.
У Єгипті грошове око важило 1,23536 кг. У Триполітанії воно важило 1,2208 кг, що дорівнює 2½ арталів .
Око також використовувалося як одиниця об'єму. У Волощині воно дорівнювало 1,283 л рідини і 1,537 л зерна (сухою мірою). У Греції ока олії становила 1,280 кг.